# Tephromela nashii
Tephromela nashii är en lavart som beskrevs av Kalb. Tephromela nashii ingår i släktet Tephromela och familjen Mycoblastaceae.   Inga underarter finns listade i Catalogue of Life.